# Keys to Ascension
A Keys to Ascension egy dupla koncertalbum a Yes együttestől. 1996-ban jelent meg. Az 1978-as Tormato óta itt dolgozott először együtt Jon Anderson, Chris Squire, Steve Howe, Rick Wakeman és Alan White (azaz a klasszikus Yes-felállás).
A kilenc számból az első hetet az év márciusában rögzítették három koncert alatt a San Luis Obispo-i Fremont Theaterben (Kalifornia állam, USA). Az utolsó két szám 1995 ősze és 1996 tavasza között felvett új stúdiószámok.

## Számok listája

### Első lemez
1. Siberian Khatru – 10:16
2. The Revealing Science of God (Dance of the Dawn) – 20:31
3. America – 10:28
4. Onward – 5:40
  - Új bevezetőrésszel, melyet Steve Howe ad elő, címe "Unity"
5. Awaken – 18:29

### Második lemez
1. Roundabout – 8:30
2. Starship Trooper – 13:06
  1. Life Seeker
  2. Disillusion
  3. Würm
3. Be the One – 9:50
  1. The One
  2. Humankind
  3. Skates
4. That, That Is – 19:15
  1. Togetherness
  2. Crossfire
  3. The Giving Things
  4. That Is
  5. All in All
  6. How Did Heaven Begin?
  7. Agree to Agree

A Be the One és a That, That Is új stúdiószámok.

## Zenészek listája
- Jon Anderson – ének
- Chris Squire – basszusgitár
- Steve Howe – gitár
- Alan White – dob
- Rick Wakeman – billentyűs hangszerek